# Росселло, Мария Джузеппа
Святая Мария Джузеппа (Мария Иосифа; итал. Maria Giuseppa), в миру Бенедетта Росселло (итал. Benedetta Rossello, 27 мая 1811[…], Альбиссола-Марина, Лигурия — 7 декабря 1880, Савона, Лигурия) — итальянская католическая монахиня. Основала конгрегацию «Дочери Богоматери Милосердия» (лат. Filiarum Dominae Nostrae a Misericordia, итал. Figlie di Nostra Signora della Misericordia).
Канонизирована папой Пием XII в 1949 году.

## Биография
Родилась в Альбиссола-Марине в 1811 году, четвёртая из десяти детей Бартоломео Росселло и Марии Дедоне. Помогала родителям по хозяйству и ухаживала за младшими братьями и сёстрами. С детства была очень набожна и уже в 16 лет вступила в третий орден францисканцев. После смерти отца, матери и старшего брата и сестры Жозефины стала опорой семьи.
В 1837 году Росселло по приглашению Агостино Де Мари стала волонтёрам в сфере образования, обучая бедных и безграмотных. Де Мари предоставил ей и её коллегам небольшой дом, и в августе 1837 года была основана «Консерватория сестёр милосердия и святого Иоанна Крестителя». Росселло была отведена роль наставницы послушниц и казначея.
В октябре 1837 года Росселло поступила в новициат и приняла монашеское имя Мария Джузеппа, а её религиозный институт получил официальное название — «Дочери Богоматери Милосердия». Конгрегация работала с бедными и больными в приходах, больницах и школах. В 1840 году Росселло стала генеральной настоятельницей организации и занимала эту должность сорок лет. В декабре 1840 года скончался их благодетель и сподвижник Де Мари, автор черновика Устава института.
Росселло умерла в 1880 году в возрасте 69 лет из-за проблем с сердцем, которые появились в результате напряжённой многолетней работы. В 1887 году её останки перенесли с местного кладбища в Савоне в часовню материнской обители конгрегации.
Папа Пий X официально одобрил орден «Дочери Богоматери Милосердия» в январе 1904 года. По состоянию на 2005 год он насчитывал 988 сестёр в 165 обителях в Италии, Германии, Румынии, Великобритании, Африке, Индии, Латинской Америке и США.

## Почитание
Процесс канонизации Росселло начался 23 июля 1927 года на местном уровне в Савоне, когда её назвали слугой Божьей. 19 марта 1936 года папа Пий XI объявил, что она прожила жизнь в героической добродетели, и провозгласил досточтимой.
После признания двух чудес папа Пий XI беатифицировал её 6 ноября 1938 года; ещё два чуда позволили папе Пию XII причислить Росселло к лику святых 12 июня 1949 года.
День памяти — 7 декабря.